# Andrzej Kostrzewa
Andrzej Piotr Kostrzewa (ur. 31 lipca 1958 w Wolinie) – polski szermierz i trener, trzykrotny medalista mistrzostw świata, olimpijczyk.
Szablista. Zawodnik Zagłębia Konin w latach 1972-1983. Jako junior zdobył srebrny medal mistrzostw świata juniorów w roku 1978.
Wielokrotny medalista mistrzostw Polski:
- złoty
  - indywidualnie w latach 1982, 1987
  - drużynowo w roku 1983
- srebrny
  - indywidualnie w roku 1984
  - drużynowo w latach 1982, 1984
- brązowy
  - drużynowo w latach 1986, 1987

Podczas mistrzostw świata w Sofii w 1986 zdobył drużynowo srebrny medal (partnerami byli: Tadeusz Piguła, Janusz Olech, Robert Kościelniakowski, Krzysztof Koniusz), a na mistrzostwach świata w Melbourne w 1979 (partnerami byli:Jacek Bierkowski, Dariusz Wódke, Tadeusz Piguła, Janusz Kondrat) i mistrzostwach świata w Clermont-Ferrand dwa lata później (partnerami byli: Jacek Bierkowski, Dariusz Wódke, Tadeusz Piguła, Leszek Jabłonowski) zajmował trzecie miejsce.
Uczestnik turniejów drużynowych na mistrzostwach świata w Rzymie (1982), gdzie Polska drużyna zajęła 4. miejsce oraz na mistrzostwach świata w Wiedniu (1983), gdzie Polska drużyna zajęła 5. miejsce.
Indywidualny srebrny medalista mistrzostw Europy w Modling z roku 1982. 
Na igrzyskach olimpijskich w Moskwie (1980) wystartował w turnieju indywidualnym szablistów zajmując 9. miejsce oraz w turnieju drużynowym (partnerami byli:Jacek Bierkowski, Leszek Jabłonowski, Tadeusz Piguła, Marian Sypniewski), w którym Polska drużyna zajęła 4. miejsce.
Na igrzyskach w Seulu (1988) wystartował tylko w turnieju drużynowym (partnerami byli:Marek Gniewkowski, Robert Kościelniakowski, Tadeusz Piguła, Janusz Olech), w którym Polska drużyna zajęła 5. miejsce.
W roku 1985 zwycięzca zawodów Pucharu Świata w Nancy.
Po zakończeniu kariery sportowej podjął pracę trenera.